# Darwari-Gletscher
Der Darwari-Gletscher (bulgarisch ледник Дървари lednik Darwari) ist ein 9 km langer und 1,7 km breiter Gletscher an der Nordenskjöld-Küste des Grahamlands auf der Antarktischen Halbinsel. Von den südöstlichen Hängen des Detroit-Plateau fließt er südwestlich des Borjana-Gletschers und nordöstlich des Sajtschar-Gletschers zwischen der Rice Bastion und dem Grivitsa Ridge zur Mundraga Bay, die er 6 km nördlich des Fothergill Point erreicht. 
Britische Wissenschaftler kartierten ihn 1978. Die bulgarische Kommission für Antarktische Geographische Namen benannte ihn 2011 nach der Ortschaft Darwari im Norden Bulgariens.